# Pohorska brigada (skladba)
»Pohorska brigada« je skladba in četrti single skupine Pepel in kri v sodelovanju z JLA iz leta 1975. Avtor glasbe je Tadej Hrušovar, besedilo pa je napisal Dušan Velkaverh.

## Snemanje
Producent je bil Dečo Žgur. Skladba je bila izdana na album Dan ljubezni pri založbi RTV Ljubljana na veliki vinilni plošči, ob 30. obletnici osvoboditve.

## Zasedba

### Produkcija
- Tadej Hrušovar – glasba
- Dušan Velkaverh – besedilo
- S. Nikolič – aranžma
- Dečo Žgur – producent
- Vinko Rojc – snemalec

### Izvedba
- Dado Topić – solo vokal
- Pepel in kri – spremljevalni vokali
- JLA – spremljevalni vokali
- Jože Privšek – dirigent
- Plesni orkester RTV Ljubljana – glasbena spremljava

## Mala plošča
7" vinilka
- »Pohorska brigada« (A-stran) – 3ː30
- »Vojničko pismo« (B-stran) – 3ː55